# Magda Staudinger
Magda Staudinger (letó: Magda Štaudingere)  (Uderna, 17 d'agost de 1902 - Friburg de Brisgòvia, 21 d'abril de 1997) va ser una biòloga i botànica letona que va estudiar macromolècules amb el seu espòs Hermann Staudinger i la seva aplicació a la biologia. Va ser reconeguda com la seva col·laboradora quan ell va guanyar el Premi Nobel de Química i ella va publicar set volums de les seves obres després de la seva mort. Va ser guardonada amb la Medalla de la Gran Orde de l'Acadèmia de Ciències de Letònia per les seves contribucions al foment de la ciència.

## Biografia
Magda Voita (també es mostra com (en alemany: Magda Woit)) va néixer el 17 d'agost de 1902,2 en Elva, Estònia, filla del metge letó Oskars Voits. De nena, va viure a Sant Petersburg, després va viatjar extensament per Alemanya, Hongria i Suïssa, i va guanyar fluïdesa en anglès, francès, alemany i rus. També va ser una pianista i violinista consumada. Es va establir a Alemanya per als seus estudis universitaris a la Universitat de Berlín. Va estudiar plantes sota Gottlieb Haberlandt i va obtenir una llicenciatura en ciències naturals el 1925. Després va continuar els seus estudis en la Universitat de Letònia a Riga, sota la direcció de Nikolajs Malta, fins al 1927,
quan va obtenir el seu doctorat. Aquest any, Voita es va casar amb Hermann Staudinger, qui més tard guanyaria un Premi Nobel de Química, i es va mudar amb ell per ocupar un lloc en la Universitat de Friburg de Brisgòvia a Alemanya. Va conèixer a Hermann després d'haver superat el seu examen estatal de Letònia i estava estudiant a l'Institut Biològic a Heligoland, a l'estiu de 1927. Hermann havia publicat recentment resultats sobre models de cel·lulosa i Voita estava treballant en membranes de cèl·lules de algues. A partir d'aquest moment, van començar a col·laborar en macromolèculas.
Staudinger va estudiar les macromolècules i la seva estructura química i va col·laborar amb Hermann durant molts anys. En la dècada de 1940, va tornar a aplicar els estudis de macromolècules a la biologia, va realitzar assaigs a partir de 1945 sobre cèl·lules vives. Al 1946, Hermann va fundar una revista per centrar-se en els desenvolupaments de la química macromolecular, Makromolekulare Chemie, i Staudinger va formar part del consell editorial de la revista. Quan Hermann va rebre el Premi Nobel de Química, va reconèixer la col·laboració de Staudinger en la seva investigació. Entre 1937 i 1956, va publicar 30 articles científics sobre massa molecular i les avaluacions microscòpiques de la morfologia de les fibres i el col·loide. Entre 1969 i 1976, Staudinger va editar i va publicar set volums de les obres recopilades del seu espòs.
Després de la mort d'Hermann el 1965, es va convertir en presidenta de la Federació Internacional de Dones Universitàries, servint fins a 1968. Ella es va esforçar per obtenir més reconeixement de les dones en la ciència i es va unir a la UNESCO per promoure aquests objectius en la dècada de 1970, actuant com a presidenta de Comissió de Ciència Alemanya de la UNESCO de 1970 a 1975. També va ser la primera coordinadora del programa de la Biosfera de la UNESCO. Al 1991 va establir un fons per ajudar els qui estudien biologia, química i medicina a Letònia. Al 1995, Staudinger va establir un fideïcomís, el Fons Magda i Hermann Staudinger, a favor dels membres retirats de l'Acadèmia de Ciències de Letònia, que s'utilitzaran a discreció de l'acadèmia per a beques o d'altres compensacions. Al 1996, va rebre la Medalla de la Gran Orden de la Acadèmia de Ciències de Letònia.
Staudinger va morir a Friburg de Brisgòvia el 21 d'abril de 1997 i va ser enterrada al costat del seu marit al cementiri Hauptfriedhof de Friburg.

## Selecció de obres
- Woit, Magda. Umgestaltungen an Blattgeweben infolge des Wundreizes (en alemany).  Universidad de Berlín, 1925.
- Staudinger, Magda «Der fibrilläre Bau natürlicher und künstlicher Cellulosefasern. 299. Mitteilung über makromolekulare Verbindungen» (en alemany). Journal für Praktische Chemie, 160, 5-7, 09-06-1942, pàg. 203-216. DOI: 10.1002/prac.19421600505.
- Staudinger, Magda. Mikroskopische und elektronenmikroskopische Untersuchungen an makromolekularen Stoffen (en alemany).  Köthen, Germany: Verl. d. Chemiker-Zeitg. Otto von Halem, 1943.
- Staudinger, Magda «Über den Faserabbau im mikroskopischen Bild» (en alemany). Journal für Praktische Chemie, 2, 1-5, diciembre 1944, pàg. 67–77. DOI: 10.1002/prac.19440020107.
- Rózsa, György; Staudinger, Magda «Elektronenmikroskopische untersuchungen an muskelproteinen1» (en alemany). Die Makromolekulare Chemie, 2, 1, 12-1944, pàg. 66–76.
- Staudinger, Hermann; Staudinger, Magda. Die makromolekulare Chemie und ihre Bedeutung für die Protoplasmaforschung (en alemany).  Viena, Austria: Springer, 1954. ISBN 978-3-211-80344-8.
- Staudinger, Magda. Arbeiten über Isopren, Kautschuk und Balata (en alemany). Volume 1.  Basel, Switzerland: Huethig & Wepf Verlag, 1969.
- Staudinger, Magda. Arbeiten über Cellulose und Cellulosederivate (en alemany). Volume 2.  Basel, Switzerland: Huethig & Wepf Verlag, 1972.
- Staudinger, Magda. Arbeiten über synthetische makromolekulare Stoffe (en alemany). Volume 3.  Basel, Switzerland: Huethig & Wepf Verlag, 1974.
- Staudinger, Magda. Arbeiten nach Sachgebieten geordnet (en alemany). Volume 4.  Basel, Switzerland: Huethig & Wepf Verlag, 1975.
- Staudinger, Magda. Arbeiten allgemeiner Richtung (en alemany). Volume 5.  Basel, Switzerland: Huethig & Wepf Verlag, 1975.
- Staudinger, Magda. Arbeiten über Die Ketene (en alemany). Volume 6.  Basel, Switzerland: Huethig & Wepf Verlag, 1976.
- Staudinger, Magda. Arbeiten über niedermolekulare organische Verbindungen (en alemany). Volume 7.  Basel, Switzerland: Huethig & Wepf Verlag, 1976.
- Staudinger, Magda «"The Biosphere". September-Ausgabe 1970 der Zeitschrift Scientific American, Band 223. Nr. 3., W. H. Freeman & Co., San Francisco» (en alemany). Biologie in unserer Zeit, 1, 6, 12-1971, pàg. 189–190. DOI: 10.1002/biuz.19710010609.
- Staudinger, Magda «Zur geschichte der zeitschrift "die makromolekulare chemie"» (en alemany). Die Makromolekulare Chemie, 183, 8, 10-08-1982, pàg. 1829–1831. DOI: 10.1002/macp.1982.021830801.